# Peter Lohmeyer
Peter Lohmeyer (Niedermarsberg, 22 de enero de 1962) es un actor de cine alemán. Ha aparecido en más de cien películas desde 1980. 

## Vida y carrera
Lohmeyer es el menor de tres hijos del pastor protestante Dieter Lohmeyer y su esposa. Debido a la profesión de su padre, completó su educación escolar en varios lugares. De 1972 a 1974 asistió al Albrecht-Dürer-Gymnasium en Hagen, al Eberhard-Ludwigs-Gymnasium en Stuttgart de 1974 a 1976, y al Stadtgymnasium de Dortmund de 1976 a 1981. De 1982 a 1984 recibió lecciones de actuación en la Westfälische Schauspielschule en Bochum, pero se fue sin graduarse. 
Lohmeyer hizo su debut en el escenario en la obra titulada Was heißt hier Liebe en el Schauspielhaus Bochum. Posteriormente actuó en varios teatros de Düsseldorf, Stuttgart, Hamburgo y en el Teatro Schiller de Berlín. En 2009, regresó al Schauspielhaus Bochum para una nueva versión escénica de la obra Menschen im Hotel. Asumió su primer papel en una película para televisión llamada Der Kampfschwimmer en 1983. Posteriormente tomó un papel en la película para televisión Alles Paletti. Loymeyer hizo su debut cinematográfico en la comedia Tiger, Löwe, Panther en 1988. Se haría famoso con Die Straßen von Berlin (1995 a 1998) y El milagro de Berna (Das Wunder von Bern, 2003, de Sönke Wortmann). Lohmeyer también interpretó papeles protagónicos en las películas de Peter Lichtefeld, un director de cine alemán, incluida la road movie Trains'n'Roses, que le valió un premio de cine alemán. En 2005 apareció en Am Tag como Bobby Ewing starb de Lars Jessen. Lohmeyer recibió el premio de oro del cine alemán por Trains'n'Roses y en 2000 recibió un premio de la televisión bávara por Der Elefant in meinem Bett. 
Lohmeyer tiene cuatro hijos de dos relaciones diferentes. Él y su expareja, la asistente de cámara Katrin Klamroth, tienen tres hijos (Lola Klamroth, Louis Klamroth y Leila Lynn Klamroth). Su cuarto hijo, Ivo Lohmeyer, proviene de otra relación. De 2008 a julio de 2014 estuvo casado con Sarah Wiener. 

## Filmografía seleccionada
| Año  | Título                        | Papel               | Director          | Notas                   |
| ---- | ----------------------------- | ------------------- | ----------------- | ----------------------- |
| 1989 | Tiger, Löwe, Panther          | Florian             | Dominik Graf      |                         |
| 1990 | Spieler                       | Jojo                | Dominik Graf      |                         |
| 1990 | Neuner                        | Kurt                | Werner Masten     |                         |
| 1991 | Hausmänner                    | Mike                | Petter Timm       | Película de televisión  |
| 1992 | Schlafende Hunde              | Thomas              | Max Färberböck    | Película de televisión  |
| 1993 | Kaspar Hauser                 | Leopoldo I de Baden | Peter Sehr        |                         |
| 1994 | Einer meiner ältesten Freunde | Charley             | Rainer Kaufmann   | Película de televisión  |
| 1995 | Die Eroberung der Mitte       | Mark Stroemer       | Robert Bramkamp   |                         |
| 1995 | Zu treuen Händen              | Harry Schlenz       | Konrad Sabrautzky | Película de televisión  |
| 1995 | Bunte Hunde                   | Toni Starek         | Lars Becker       |                         |
| 1996 | Die Mutter des Killers        | Theo Bono           | Volker Einrauch   |                         |
| 1996 | Killer Condom                 | Sam Hanks           | Martin Walz       |                         |
| 1998 | Trains'n'Roses                | Kommissar Franck    | Peter Lichtefeld  |                         |
| 1998 | Mammamia                      | Daniel              | Sandra Nettelbeck | Película de televisión  |
| 1998 | Sieben Monde                  | Hauptkommissar Graf | Peter Fratzscher  |                         |
| 1998 | Abgehauen                     | Manfred Krug        | Frank Beyer       | Película de televisión  |
| 1998 | América mía                   | Frisch              | Gerardo Herrero   |                         |
| 1999 | Der Elefant in meinem Bett    | Lennard             | Mark Schlichter   | Película de televisión  |
| 2002 | A Map of the Heart            | Robert              | Dominik Graf      |                         |
| 2003 | El milagro de Berna           | Richard             | Sönke Wortmann    |                         |
| 2004 | Der Wunschbaum                | Carl Senger         | Dietmar Klein     | Miniserie de televisión |
| 2005 | Am Tag als Bobby Ewing starb  | Peter               | Lars Jessen       |                         |
| 2005 | Obaba                         | Ingeniero Werfell   | Montxo Armendáriz |                         |
| 2006 | Vineta                        | Sebastian Färber    | Franziska Stünkel |                         |
| 2006 | Deepfrozen                    | Ronnie              | Andy Bausch       |                         |
| 2007 | Vorne ist verdammt weit weg   | Johann Griesmaier   | Thomas Heinemann  |                         |
| 2015 | Reina Cristina                | Obispo de Estocolmo | Mika Kaurismäki   |                         |

| Año       | Título                                | Papel           | Notas        |
| --------- | ------------------------------------- | --------------- | ------------ |
| 1993      | El pequeño vampiro (nuevas aventuras) | Robert Bohnsack | 13 episodios |
| 1995-1998 | Die Straßen von Berlín                | Alex Vitalijev  | 10 episodios |
| 2010-2012 | Allein gegen die Zeit                 | Sr. Funke       | 26 episodios |
| 2010-2015 | Serie Jan Fabel de Craig Russell      | Jan Fabel       | 4 episodios  |